# Arkadij Viktorovič Belinkov
Arkadij Viktorovič Belinkov (in russo Аркадий Викторович Белинков?; Mosca, 29 settembre 1921 – New Haven, 14 maggio 1970) è stato uno scrittore e critico letterario sovietico noto come biografo degli scrittori Jurij Tynjanov e Jurij Oleša; dissidente, scontò lunghe pene nei lager sovietici, infine emigrò negli Stati Uniti d'America poco prima di morirvi.

## Biografia

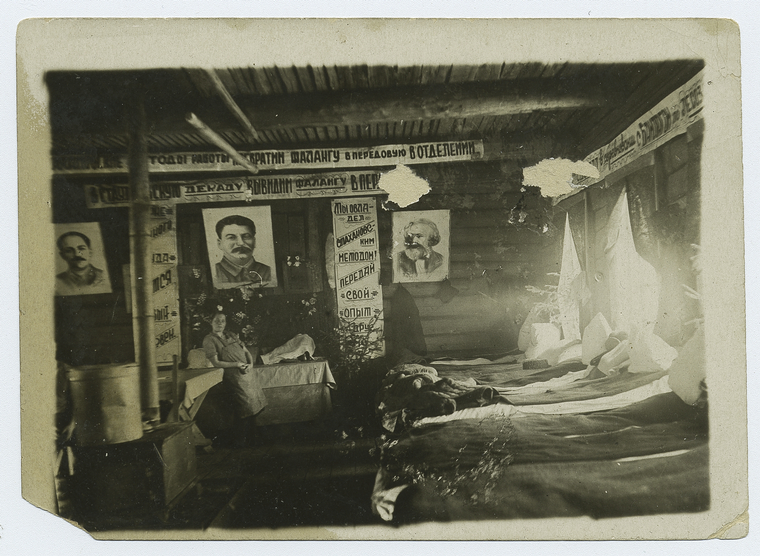
Foto dell'epoca dell'interno di un dormitorio in un campo del Gulag

Arkadij Belinkov nacque in una famiglia di intellettuali ebrei: suo padre Viktor Lazarevič Belinkov (1901-1980) era un noto economista, sua madre Mariam Naumovna Hamburg (1900-1971) era una pedagogista, studiosa di letteratura per l'infanzia. Arkadij Viktorovič era affetto da una cardiopatia congenita: non poté frequentare le scuole pubbliche e studiò privatamente a casa. All'inizio degli anni quaranta frequentò dapprima l'Istituto di letteratura Maksim Gor'kij, dove fra gli altri ebbe come insegnanti Viktor Šklovskij e Zoščenko, e quindi l'Università di Mosca.. 
Durante la seconda guerra mondiale fu corrispondente part-time dell'agenzia di stampa sovietica TASS e membro della commissione di indagine sui monumenti storici distrutti dai tedeschi. In questo periodo scrisse il romanzo Brogliaccio di sentimenti (in russo Черновик чувств?, Černovik čuvstv) contro il Patto Molotov-Ribbentrop del 1939, che sarà pubblicato solo postumo nel 1996. Sebbene l'opera venisse diffusa solo in circoli ristretti di lettori scelti, Arkadij Belinkov fu denunciato, arrestato e condannato a morte dopo 22 mesi di detenzione. Tuttavia, grazie agli interventi in suo favore di Aleksej Tolstoj e di Viktor Šklovskij, la pena capitale fu trasformata in una condanna a otto anni nel campo di Karlag. Per motivi di salute gli fu affidata la regia del teatro del campo. Nel lager scrisse ancora una serie di opuscoli antisovietici che, per conservarli, seppelliva nel terreno; credendosi in punto di morte si confidò con un delatore, tale Kermajer e il 28 agosto 1951 fu condannato ad altri 25 anni di lavori forzati. Gli opuscoli sopravvissuti scritti nel lager sono stati pubblicati nel 2000 nel volume La Russia e il diavolo (in russo Россия и чёрт?, Rossiâ i čërt).
Nell'autunno del 1956, dopo la morte di Stalin e l'inizio del Disgelo, gli fu concessa l'amnistia. Gli fu permesso di laurearsi e quindi di insegnare all'Istituto di letteratura Maksim Gor'kij; in seguito lavorò come critico letterario e studioso di letteratura, scrivendo numerosi contributi per l'Enciclopedia Letteraria Concisa; ad esempio, scrisse la voce sul poeta Aleksandr Blok. Nel 1961 pubblicò l'opera biografica e di critica letteraria su Jurij Tynjanov che fu accolta grande entusiasmo da Šklovskij ed ebbe successo di pubblico: due edizioni in un breve periodo di tempo. Caratteristica dell'opera fu il ricorso al linguaggio esopico, un sistema di accenni e allusioni che permetteva di affrontare argomenti proibiti sulla stampa ufficiale. Ispirata ai romanzi storici di Tynjanov sulle assurdità dell'autoritarismo, Belinkov scrisse di Tynjanov e dei suoi personaggi (Puškin, Griboedov, Kjuchel'beker, i decabristi) come suggestive incarnazioni del dramma dell'intera intellighenzia russa/sovietica, creando parallelismi tra i tempi di Nicola I e il Terrore di Stalin. Oltre a contrabbandare un messaggio politico, il linguaggio esopico fungeva da potente dispositivo artistico di straniamento. 
Nel 1968 Belinkov riuscì a far pubblicare sulla rivista "Bajkal" di Ulan-Udė, con una presentazione di Čukovskij, due capitoli di un volume sulla vita e l'opera di Jurij Oleša che sarà poi completato dopo l'emigrazione negli USA. Nel 1968, un'ora dopo essere stato messo in vendita, il numero di "Baikal" fu sequestrato, l'autore e la rivista attaccati dalla stampa di partito e la redazione della rivista dispersa. La biografia di Oleša fu pubblicata postuma a Madrid nel 1976. Per l'oxfoniana History of Russian Literature lo stile letterario di Belinkov nel saggio su Oleša è più diretto di quello utilizzato nel saggio su Tynjanov, ma manca della ricchezza semantica e del potere aforistico derivante dall'uso del linguaggio esopico. Angelo Maria Ripellino, che lesse il testo dattiloscritto nel 1967, prima della fuoriuscita di Belinkov dall'URSS, definì il saggio «notevole pur se prolisso (...) È un saggio sulla decadenza dell’intellighenzia russa dopo la rivoluzione».
Nel giugno 1968 Belinkov approfittò di un viaggio in Ungheria, dove aveva ottenuto di potersi recare per motivi di salute, per fuggire con la moglie Natal'ja in Occidente attraverso la Jugoslavia. Si stabilì negli Stati Uniti e insegnò in diverse università tra cui Yale. Poco prima della fuga si era dimesso dall'Unione degli scrittori sovietici accusando l'associazione di essere complice di un feroce regime totalitario «una macchina spietata, intollerante, ignorante e che tutto divora»; dopo l'emigrazione, Belinkov aderì al Club PEN e, nel settembre 1969, criticò l'intellighenzia occidentale per il suo ingenuo liberalismo e la sua acquiescenza con il regime comunista sovietico. Morì quattro mesi prima del suo quarantanovesimo compleanno nel corso di un intervento chirurgico cardiaco a cui era stato sottoposto.

## Opere
- (RU) in russo Черновик чувств?, Černovik čuvstv [Brogliaccio di sentimenti], Moskva, Aleksandr Sevast’ânov, 1996  [1944], ISBN 586068018X.
- (RU) in russo Россия и чёрт?, Rossiâ i čërt [La Russia e il diavolo], Moskva, Izdatel’stvo žurnala «Zvezda», 2000  [1946].
- (RU) Jurij Tynjanov (PDF), 2ª ed., Mosca, Sovetskij pisatel’, 1965  [1961].
- (RU) Сдача и гибель советского интеллигента. Юрий Олеша [Resa e morte di un sovietico intelligente: Jurij Oleša], Madrid, Castilla, 1976, ISBN 8439947631.